# Bud Powell
Earl Rudolph "Bud" Powell (Nueva York, 27 de septiembre de 1924 - Nueva York, 31 de julio de 1966), conocido como Bud Powell, fue un pianista y compositor estadounidense de jazz, y una de las figuras fundamentales del bebop. Junto a Charlie Parker, Dizzy Gillespie, o Thelonious Monk, fue una de las figuras más importantes del jazz moderno. También fue un compositor creativo e influyente.
Pionero en el progreso del bebop y sus aportes asociadas a la teoría del jazz, la aplicación de Powell de un fraseo complejo al piano influyó tanto a sus contemporáneos como en pianistas posteriores como Walter Davis Jr, Toshiko Akiyoshi y Barry Harris.
Nacido en pleno Renacimiento de Harlem en el seno de una familia de músicos, Powell desarrolló en la década de 1930 un enfoque agresivo y enfocado en su mano derecha en el piano, que marcó una ruptura con el enfoque zurdo del stride y el ragtime que había predominado hasta entonces.

## Vida y carrera

### Primeros años de vida
El pianista creció rodeado de músicos: su hermano mayor William Jr. era trompetista profesional, su hermano menor Richard también se dedicó al piano, su padre pianista de estilo "stride" y su abuelo fue  guitarrista de flamenco que aprendió en Cuba.
Recibió su primera clase de piano a los cuatro años de edad por parte de su padre y por insistencia de su madre. Muy pronto ya pudo interpretar composiciones del repertorio de la música culta de occidente. Frances Barnes, su primer amor, recordaba que Bud siempre mostró una habilidad asombrosa a la hora de tocar; su padre tocaba una sola vez las piezas al piano y Bud ya podía reproducirlas desde muy joven. Desde los siete años tocaba para músicos experimentados porque querían escuchar el talento que poseía. Sin embargo, sus capacidades musicales se adaptaban a otros ámbitos, pues también ejerció de pianista durante la década de los años 30 como músico en la iglesia, en el instituto y en su vida social.

### Carrera profesional
En 1939 fue contratado por los Sunset Royals, grabando ese mismo año su primer disco.
En 1944 ingresó en la orquesta de Cootie Williams, demostrando su exigente maestría y gran talento. Durante el transcurso de ese año empieza a presentar trastornos psiquiátricos que le ocasionan problemas con la policía por lo que tuvo que ser hospitalizado en varias ocasiones.
En 1946 se une de nuevo a la música y entra en contacto con las grandes agrupaciones de bebop.
En 1947 forma su propia banda pero su enfermedad mental lo aísla de nuevo de los escenarios, debiendo ser internado durante 2 años en los que se le somete a sesiones de electroshock en un intento de revertir su esquizofrenia.
A partir de 1949 se inicia su etapa musical más productiva, alternando con nuevos ingresos en instituciones psiquiátricas.
El 5 de mayo de 1953 participó junto con Max Roach, Dizzy Gillespie, Charlie Parker y Charles Mingus en un legendario concierto celebrado en Toronto Canadá. A partir de ese momento su salud entró en declive.
Aún tuvo momentos de lucidez para ir de gira junto con el Modern Jazz Quartet a Europa en 2 ocasiones, 1956 y 1959. En su último viaje al Viejo Continente permaneció durante 5 años en París donde formó un grupo bastante regular.
Hacia el final de su vida y aquejado por la tuberculosis y el alcoholismo regresó a Estados Unidos donde hizo apariciones esporádicas hasta su fallecimiento.

## Selección discográfica
- 1947: Bud Powell Trio Plays	 	(Roulette)
- 1947: My Devotion	 	(Jazz Society)
- 1949: The Genius of Bud Powell, Vol. 1	(Verve)
- 1949: The Amazing Bud Powell, Vol. 1	(Blue Note)
- 1950: Bud Powell's Moods	 	(Mercury)
- 1950: Bud Powell Piano	 	(Mercury)
- 1950: Bud Powell Trio [Roost]	 	(Roost)
- 1953: Charles Mingus Trios	 	(Jazz Door)
- 1953: In March with Mingus	 	(Magic Music)
- 1953: Bud Powell Trio [Fantasy]	 	(Fantasy)
- 1953: Jazz at Massey Hall, Vol. 1 [live]	 	(Original Jazz Classics)
- 1953: Autumn Sessions	 	(Magic Music)
- 1955: Jazz Original	 	(Norgran)
- 1955: The Lonely One	 	(Verve)
- 1955: Piano Interpretations by Bud Powell	 	(Norgran)
- 1957: The Amazing Bud Powell, Vol. 3: Bud!	(Blue Note)
- 1958: Time Waits: The Amazing Bud Powell	(Blue Note)
- 1960: The Complete Essen Jazz Festival Concert [live]	(Black Lion)
- 1962: Bouncing with Bud [Delmark] [live]
- 1980: Bud Powell Trio at the Golden Circle, Vol. 1 [live]	 	(Steeple Chase)
- 1987: Bouncing With Bud [Storyville]